# Regiunea Gjirokastër
Regiunea Gjirokastër (în albaneză Qarku i Gjirokastrës) este una dintre cele 12 regiuni ale Albaniei. Conține districtele Gjirokastër, Përmet și Tepelenë, iar capitala sa este orașul Gjirokastër.